# Caprimulgus rufigena
Caprimulgus rufigena là một loài chim trong họ Caprimulgidae.